# Omo Osaghae
Omo Osaghae (ur. 18 maja 1988) – amerykański lekkoatleta specjalizujący się w biegach płotkarskich. 
W 2014 zdobył złoty medal w biegu na 60 metrów przez płotki podczas halowych mistrzostw świata w Sopocie.
Złoty medalista mistrzostw Stanów Zjednoczonych. Stawał na podium mistrzostw NCAA.

## Osiągnięcia
| Rok  | Impreza                   | Miejsce | Konkurencja                    | Lokata     | Wynik |
| ---- | ------------------------- | ------- | ------------------------------ | ---------- | ----- |
| 2014 | Halowe mistrzostwa świata | Sopot   | bieg na 60 metrów przez płotki | 1. miejsce | 7,45  |

## Rekordy życiowe
- Bieg na 60 metrów przez płotki (hala) – 7,45 (2014)
- Bieg na 110 metrów przez płotki – 13,23 (2011)